# SecurDisc
SecurDisc — коммерческая технология защиты данных для CD и DVD дисков. Разработана совместно фирмами Hitachi-LG Data Storage и Nero AG. Для использования технологии требуется специальное программное (по-видимому, существующее только для MS Windows) и, для некоторых функций, аппаратное обеспечение.
Для использования функции цифровой подписи SecurDisc на компьютере должен быть установлен InCD или InCD Reader (бесплатная утилита).

## Возможности
- Ограничение доступа к файлу по паролю.
- Цифровая подпись файла.
- Добавление информации для восстановления данных.
- Проверка целостности информации.
- Защита от копирования для PDF-файлов.

При расчете цифровой подписи и установке паролей на файлы используется алгоритм шифрования AES-128. Пароль ограничивает доступ только к содержимому файла, имя файла и содержимое каталога всегда доступны.

## Ограничения
Защита от копирования (только для PDF файлов) — единственная функция, требующая аппаратной модификации оптического привода. На сегодня[когда?] только приводы производства фирмы LG поддерживают эту возможность. Для чтения защищенного документа в формате PDF необходимы оптический привод и программа для чтения PDF документов с поддержкой технологии SecurDisc.

## Восстановление данных
Для функции восстановления поврежденных данных не требуется специального оборудования. Область диска, не занятая основными данными, заполняется информацией, которую может использовать специальная программа в случае физического повреждения основных данных.